# Province de Canas
La province de Canas (en espagnol : Provincia de Canas) est l'une des treize provinces de la région de Cuzco, au sud du Pérou. Son chef-lieu est la ville de Yauri.

## Géographie
La province couvre une superficie de 2 103,76 km2. Elle est limitée au nord par la province d'Acomayo, à l'est par la province de Canchis et la région de Puno, au sud par la province d'Espinar et à l'ouest par la province de Chumbivilcas.

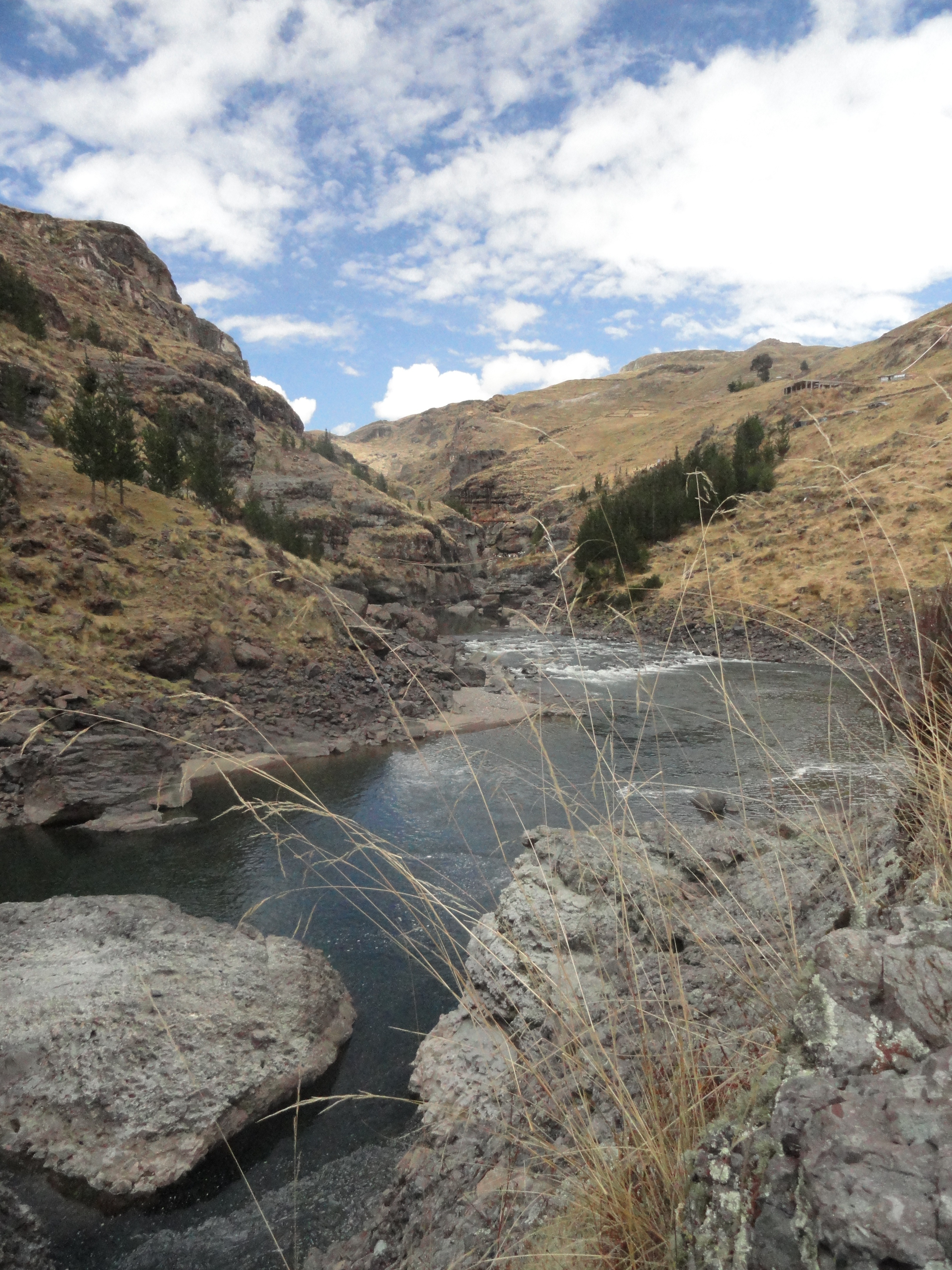
Chilliwa (Festuca dolichophylla) poussant à la rivière Apurímac dans la province de Canas

## Population
La population de la province s'élevait à 42 368 habitants en 2005.

## Subdivisions
La province de Canas est divisée en huit districts :
- Checca
- Kunturkanki
- Langui
- Layo
- Pampamarca
- Quehue
- Tupac Amaru
- Yanaoca